# 샤를 1세 드 부르봉 공작
샤를 1세 드 부르봉 (Charles Ier de Bourbon, 1401년 – 1456년 12월 4일)은 장 1세 드 부르봉과 마리 드 베리 사이에 태어난 장남이다.
그는 그의 아버지가 아쟁쿠르 전투에서 붙잡히면서, 사망할때까지 1424년부터 클레르몽엉보베지 백작, 1434년부터는 부르봉과 오베르뉴 공작이였고, 아버지가 사망하기 이전부터 18년 이상 공작령에 대한 소유권을 가졌다.
1425년, 샤를은 용맹공 장의 딸 아녜스 드 부르고뉴와 결혼하기 위해 맺은 초기의 약혼식을 재개했다. 샤를은 잔 드 부르낭 (Jeanne de Bournan)과 연인 사이가 되어, 루시용 백작인 루이 드 부르봉 (Louis de Bourbon)을 낳기도 했다. 루이는 부르봉루시용 (로셀로) 방계 가문을 세웠다. 루이는 프랑스에 많은 일들을 한 것으로도 알려졌다. 공익 동맹 전쟁 기간 루이 11세에게 향한 충성과 헌신에 대한 보상으로, 루이 11세는 그에게 그의 사생녀인 잔 드 발루아 (Jeanne de Valois)와의 혼인 시켜주었다.
샤를은 백년 전쟁 기간 뛰어난 실력으로 왕실군을 이끌었고, 그럼에도 그의 처남이자 적이였던 부르고뉴 공작 필리프 3세와 강화조약을 유지했다. 두 공작은 1440년에 화해하고 동맹을 맺었다. 그는 샤를 7세의 대관식에 참석하여 귀족으로서의 의무를 다했고 기사 작위를 수여받았다.
이러한 활동에도 불구하고, 그는 1439-1440년에 벌어진 프라게리 (샤를 7세를 상대로 일어난 프랑스 귀족들의 반란)에 가담했다. 밚란이 실패한 후, 그는 왕에게 자비를 구걸할 수 밖에 없었고, 그의 영지 일부를 뺏겼다. 그는 1456년 그의 영지에서 사망했다.

## 자녀
샤를과 아녜스는 8명의 자녀를 두었다:
- 장 2세 드 부르봉 (1426년–1488년) - 부르봉 공작
- 마리 드 부르봉 (1428년–1448년) - 1444년 장 2세 드 로렌과 혼인
- 필리프 드 부르봉 (1430년–1440년) - 보주의 영주
- 샤를 2세 드 부르봉 (1434년–1488년) - 리옹 대주교이자 추기경, 부르봉 공작
- 이자벨 드 부르봉 (1436–1465) - 용담공 샤를과 혼인
- 피에르 2세 드 부르봉 (1438–1503) - 부르봉 공작
- 루이 드 부르봉 (1438 – 1482년 8월 30일) - 리에주 주교
- 마르그리트 드 부르봉 (1439년 2월 5일 – 1483년), - 1472년 4월 6일 물랭에서 사보이아 공작 필리포 2세와 혼인
- 카트린 드 부르봉 (1440년 – 1469년 5월 21일) - 1463년 12월 28일 브뤼허에서 헬러 공작 아돌프 2세와 혼인
- 잔 드 부르봉 (1442–1493년) - 1467년 브뤼셀에서 오랑주 공작 장 4세 드 샬롱아를레와 혼인
- 자크 드 부르봉 (1445–1468년) - 몽팡시에 백작. 미혼

## 사생아
- 루이 드 부르봉 (Louis de Bourbon) - 1469년 루이 11세에게 임명된 생 미셸 기사단의 첫 기사 중 한 명.
- 르노 드 부르봉 (Renaud de Bourbon) - 생소봐르르비콩트 (Saint-Sauveur-le-Vicomte)의 수도원장이자, 1473년부터 1482년까지의 나르본 대주교.

## 참고 자료
- Pernoud, Régine, Marie-Véronique Clin, Prof. Jeremy duQuesnay Adams, and Bonnie Wheeler, Joan of Arc, (St.Martin's Press:New York, 1986)
- Vaughan, Richard, Philip the Good, (The Boydell Press: London, 2004)

| 샤를 1세 드 부르봉 공작 부르봉 가문출생: 1401년 사망: 1456년 12월 4일 |                                       |             |
| 프랑스 귀족 작위                                                      |                                       |             |
| 이전 장 1세, 마리 드 베리                                             | 오베르뉴 공작 1434–1456               | 이후 장 2세 |
| 이전 장 1세                                                           | 부르봉 공작 포레즈 백작 1434년–1456년 | 이후 장 2세 |
| 이전 장 1세                                                           | 클레르몽엉보베지 백작 1424년–1456년   | 이후 장 2세 |